# Примосса
«Примосса» («Примосса-Нева») — ювелирный завод в Санкт-Петербурге. Входит в корпорацию ювелирной промышленности «Дива».
Ювелирный завод «Примосса-Нева» производит обручальные кольца из золота со вставками из натуральных бриллиантов. Модельный ряд — не менее 1000 артикулов.
Технологии производства колец: литьё, труборезание. Технология производства комбинированных колец: диффузная сварка (синтеринг).

## История
Первоначально филиал чешского ювелирного завода Primossa corporation a.s, созданный в 2003 году. Далее — самостоятельное российское предприятие.
На розничном рынке кольца производства завода Primossa представлены под маркой «Дворец обручальных колец». Первый одноименный магазин открыт в 2010 в Санкт-Петербурге на улице Чайковского 22 в доме Лошкаревых. На январь 2020 оборачиваемость магазина 2 раза в год, более 2/3 покупок под заказ.